# انزا

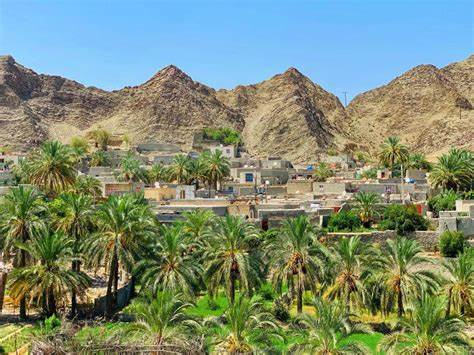
نمایی زیبا از روستای انزا

انزا، روستایی از توابع بخش سرباز شهرستان سرباز در استان سیستان و بلوچستان ایران است.
این روستا به خاطر زیبایی‌های طبیعی‌اش شناخته می‌شود و در میان کوه‌ها و درختان نخل قرار دارد. روستای انزا در منطقه‌ای قرار دارد که به لحاظ کشاورزی، به ویژه کشت محصولات گرمسیری مانند موز، انبه، و مرکبات، پتانسیل بالایی دارد. این روستا نمونه‌ای از مناطق روستایی این شهرستان است که علی‌رغم محرومیت‌های اقتصادی، طبیعت بکر و زیبایی دارد.
روستای انزا به عنوان یکی از مراکز دینی اهل سنت در بلوچستان شناخته میشود.
حوزه علمیه عزیزیه انزا سرباز به عنوان یکی از قدیمی ترین حوزه های علمیه بلوچستان به شمار میرود.

## جمعیت
این روستا در دهستان سرباز قرار دارد و براساس سرشماری مرکز آمار ایران در سال 1395، جمعیت آن 1332 نفر(۲۲۰خانوار) بوده‌است.
- «نتایج سرشماری عمومی نفوس و مسکن ۱۳۸۵». درگاه ملی آمار ایران. بایگانی‌شده از اصلی در ۱ ژانویه ۲۰۱۳. دریافت‌شده در ۱ ژانویه ۲۰۱۳.